# Molothrus resinosus
Molothrus resinosus (лат.) — вымерший вид птиц рода коровьи трупиалы. Данный вид известен по 15 окаменелостям (4 элемента скелета). Часть видов семейства трупиаловых, существующих сейчас, часто можно встретить рядом с крупными млекопитающими, которые пасутся. Вымершие виды этого же семейства могли быть связаны (тесно) с плейстоценовым сообществом млекопитающих крупных размеров, что исчезло 12—15 тысяч лет назад.